# Rendaku
Rendaku (Japans: 連濁; Hepburn: Rendaku) is een morfofonologisch verschijnsel in het Japans, waarbij de uitspraak in van een samenstelling wordt beïnvloed. Hierdoor wordt de eerste stemloze medeklinker /t k s h/ van de tweede lettergreep in een samenstelling stemhebbend /d g z b/. Rendaku wordt zeker niet altijd toegepast, ook al zijn de condities ervoor aanwezig in een samenstelling. Rendaku kan worden toegepast in bepaalde dialecten en achterwegen blijven in andere dialecten.

## Etymologie
Het woord rendaku is de romaji-transliteratie van de kanji 連濁. Het eerste karakter 連 [ren], in de on-lezing, is opgebouwd uit de onderdelen 辶 "beweging" of "voortgang" en 車 "wagen" of"rijtuig", gezamenlijk betekenen ze "verbinden" of "opvolgen". Het tweede karakter 濁 [daku], eveneens in de on-lezing, is opgebouwd uit de onderdelen: 氵 "water" en 睪 dat in het Japans geen eigen betekenis heeft en enkel fungeert als een fonetisch component om de betekenis "troebel" of "stemhebbend" te bewerkstelligen. Rendaku kan dus grofweg worden vertaald als: "opeenvolgende stemhebbendheid" in het Nederlands.

## Werking
Wanneer rendaku wordt toegepast is er sprake van de volgende stemloze fonemen en allofonen die worden veranderd naar de stemhebbende tegenhanger.
| Oorspronkelijke medeklinker | Oorspronkelijke medeklinker | Oorspronkelijke medeklinker | Medeklinker na rendaku | Medeklinker na rendaku | Medeklinker na rendaku |
| Foneem                      | Allofonen                   | Romanisatie                 | Foneem                 | Allofonen              | Romanisatie            |
| --------------------------- | --------------------------- | --------------------------- | ---------------------- | ---------------------- | ---------------------- |
| /t/                         | t                           | t                           | /d/                    | d                      | d                      |
| /t/                         | ts                          | ts                          | /d/ of /z/             | dz of z                | z                      |
| /t/                         | tɕ                          | ch                          | /d/ of /z/             | dʑ of ʑ                | j                      |
| /s/                         | s                           | s                           | /z/                    | dz of z                | z                      |
| /s/                         | ɕ                           | sh                          | /z/                    | dʑ of ʑ                | j                      |
| /k/                         | k                           | k                           | /ɡ/                    | ɡ of ŋ                 | g                      |
| /h/                         | ɸ                           | f                           | /b/                    | b                      | b                      |
| /h/                         | h                           | h                           | /b/                    | b                      | b                      |
| /h/                         | ç                           | h                           | /b/                    | b                      | b                      |

### Uitwerking op kana
Het is mogelijk om rendaku te herkennen in de Japanse kana-spelling van een morfeem: het voegt de dakuten (stemteken) toe aan de eerste kana van het betreffende morfeem.
| K | か ka [ka]               | き ki [ki]    | く ku [kɯ]    | け ke [ke]    | こ ko [ko]    |  |  |  |
| S | さ sa [sa]               | し shi [ɕi]   | す su [sɯ]    | せ se [se]    | そ so [so]    |  |  |  |
| T | た ta [ta]               | ち chi [tɕi]  | つ tsu [tsɯ]  | て te [te]    | と to [to]    |  |  |  |
| H | は ha [ha]               | ひ hi [çi]    | ふ fu [ɸɯ]    | へ he [he]    | ほ ho [ho]    |  |  |  |
|   |                          |               |               |               |               |  |  |  |
|   | Na rendaku (met dakuten) |               |               |               |               |  |  |  |
| a | i                        | u             | e             | o             |               |  |  |  |
| G | が ga [ɡa]               | ぎ gi [ɡi]    | ぐ gu [ɡɯ]    | げ ge [ɡe]    | ご go [ɡo]    |  |  |  |
| Z | ざ za [(d)za]            | じ ji [(d)ʑi] | ず zu [(d)zɯ] | ぜ ze [(d)ze] | ぞ zo [(d)zo] |  |  |  |
| D | だ da [da]               | ぢ ji [(d)ʑi] | づ zu [(d)zɯ] | で de [de]    | ど do [do]    |  |  |  |
| B | ば ba [ba]               | び bi [bi]    | ぶ bu [bɯ]    | べ be [be]    | ぼ bo [bo]    |  |  |  |

| K | カ ka [ka]               | キ ki [ki]    | ク ku [kɯ]    | ケ ke [ke]    | コ ko [ko]    |  |  |  |
| S | サ sa [sa]               | シ shi [ɕi]   | ス su [sɯ]    | セ se [se]    | ソ so [so]    |  |  |  |
| T | タ ta [ta]               | チ chi [tɕi]  | ツ tsu [tsɯ]  | テ te [te]    | ト to [to]    |  |  |  |
| H | ハ ha [ha]               | ヒ hi [çi]    | フ fu [ɸɯ]    | ヘ he [he]    | ホ ho [ho]    |  |  |  |
|   |                          |               |               |               |               |  |  |  |
|   | Na rendaku (met dakuten) |               |               |               |               |  |  |  |
| a | i                        | u             | e             | o             |               |  |  |  |
| G | ガ ga [ɡa]               | ギ gi [ɡi]    | グ gu [ɡɯ]    | ゲ ge [ɡe]    | ゴ go [ɡo]    |  |  |  |
| Z | ザ za [(d)za]            | ジ ji [(d)ʑi] | ズ zu [(d)zɯ] | ゼ ze [(d)ze] | ゾ zo [(d)zo] |  |  |  |
| D | ダ da [da]               | ヂ ji [(d)ʑi] | ヅ zu [(d)zɯ] | デ de [de]    | ド do [do]    |  |  |  |
| B | バ ba [ba]               | ビ bi [bi]    | ブ bu [bɯ]    | ベ be [be]    | ボ bo [bo]    |  |  |  |

## Verdere toepassingen
Rendaku wordt toegepast in samenstellingen, maar dit hoeven niet alleen maar samenstellingen van zelfstandige naamwoorden te zijn.
| Hiragana                                                                                       | Transliteratie                                                                                 | Vertaling                                                                                      |
| Zelfstandig naamwoord + na-bijvoeglijk naamwoord/zelfstandig naamwoord → zelfstandig naamwoord | Zelfstandig naamwoord + na-bijvoeglijk naamwoord/zelfstandig naamwoord → zelfstandig naamwoord | Zelfstandig naamwoord + na-bijvoeglijk naamwoord/zelfstandig naamwoord → zelfstandig naamwoord |
| ---------------------------------------------------------------------------------------------- | ---------------------------------------------------------------------------------------------- | ---------------------------------------------------------------------------------------------- |
| おんな + すき → おんなずき                                                                     | onna + suki → onnazuki                                                                         | "vrouw" + "lieveling; genegenheid" → "genegenheid voor vrouwen; vrouwenliefhebber"             |
| おとこ + きらい → おとこぎらい                                                                 | otoko + kirai → otokogirai                                                                     | "man" + "afkeer; haat" → "afkeer van mannen; misandrie"                                        |
| ねこ + すき → ねこずき                                                                         | neko + suki → nekozuki                                                                         | "kat" + "leuk vinden" → "kattenliefhebber"                                                     |
| いぬ + きらい → いぬぎらい                                                                     | inu + kirai → inugirai                                                                         | "hond" + "hekel aan" → "hondenhater"                                                           |
| せんせい + すき → せんせいずき                                                                 | sensei + suki → senseizuki                                                                     | "leraar" + "genegenheid" → "lerarenliefhebber"                                                 |
| Eindigend in i-bijvoeglijk naamwoord → i-bijvoeglijk naamwoord                                 |                                                                                                |                                                                                                |
| うす- + きたない → うすぎたない                                                                | usu- + kitanai → usugitanai                                                                    | "vaag-; licht-" + "vuil" → "vuil"                                                              |
| くち + きたない → くちぎたない                                                                 | kuchi + kitanai → kuchigitanai                                                                 | "mond" + "vuil" → "grof; obsceen"                                                              |
| Zelfstandig naamwoord + werkwoord → werkwoord                                                  |                                                                                                |                                                                                                |
| め + ふく → めぶく                                                                             | me + fuku → mebuku                                                                             | "kiemplant" + "blazen" → "ontkiemen (芽吹く)"                                                  |
| ひ + ふく → ひぶく                                                                             | hi + fuku → hibuku                                                                             | "vuur" + "blazen" → "spuwen (van vuur)"                                                        |
| Werkwoord (ren'yōkei) + zelfstandig naamwoord → zelfstandig naamwoord                          |                                                                                                |                                                                                                |
| いけ + はな → いけばな                                                                         | ike + hana → ikebana                                                                           | "levend houden" + "bloem" → "bloemschikken (生け花)"                                           |
| おり + かみ → おりがみ                                                                         | ori + kami → origami                                                                           | "vouwen" + "papier" → "papier vouwen (折紙)"                                                   |
| て + かみ → てがみ                                                                             | te + kami → tegami                                                                             | "hand" + "papier" → "brief (手紙)"                                                             |
| さけ + さけ → さけばけ                                                                         | sake + sake → sakebake                                                                         | "alcohol" + "transformeren" → "酒化け (folkloristisch: een 'sake‐yōkai')"                      |
| はな + ひ → はなび                                                                             | hana + hi → hanabi                                                                             | "bloem" + "vuur" → "vuurwerk (花火)"                                                           |
| Werkwoord (ren'yōkei) + werkwoord → werkwoord                                                  |                                                                                                |                                                                                                |
| たち + とまる → たちどまる                                                                     | tachi + tomaru → tachidomaru                                                                   | "staan" + "stoppen" → "stilstaan; stoppen (立ち止まる)"                                        |
| はしり + だす → はしりだす                                                                     | hashiri + dasu → hashiridasu                                                                   | "rennen" + "beginnen" → "oplopen; beginnen te rennen (走り出す)"                               |
| わらい + だす → わらいだす                                                                     | warai + dasu → waraidasu                                                                       | "lachen" + "beginnen" → "in lachen uitbarsten (笑い出す)"                                      |
| いい + だす → いいだす                                                                         | ii + dasu → iidasu                                                                             | "zeggen" + "beginnen" → "aan het woord komen (言い出す)"                                       |
| なき + だす → なきだす                                                                         | naki + dasu → nakidasu                                                                         | "huilen" + "beginnen" → "in tranen uitbarsten (泣き出す)"                                      |
| Werkwoord (ren'yōkei) + werkwoord (ren'yōkei) → zelfstandig naamwoord                          |                                                                                                |                                                                                                |
| おき + さり → おきざり                                                                         | oki + sari → okizari                                                                           | "plaatsen" + "verlaten" → "het achterlaten (置き去り)"                                         |
| くるい + さき → くるいざき                                                                     | kurui + saki → kuruizaki                                                                       | "gek (狂い)" + "bloeien" → "wilde bloei (狂い咲き)"                                            |

## Blokkering enLyman's law
Rendaku komt frequent voor in het Japans, maar niet op alle secundaire lettergrepen met een stemloze medeklinker wordt rendaku toegepast, soms wordt het niet toegepast; dit wordt ook wel geblokkeerd genoemd. In recente leenwoorden, afkomstig uit andere talen dan het Chinees, wordt meestal geen rendaku toegepast. Als tweede reden geldt wat linguïsten Lyman's law (Lymans wet) noemen, deze stelt dat rendaku niet wordt toegepast wanneer de tweede lettergreep reeds begint met een medeklinker waarbij sprake is van een stemhebbende obstruent, oftewel een: plosief, fricatief, of een affricaat; dan wel één van dier allofonen. Lymans wet is vernoemd naar de Amerikaanse amateur linguïst en antropoloog Benjamin Smith Lyman (1835–1920).
| Samenstelling            | Betekenis    | Stemhebbende obstruent in secundaire lettergreep?                          | Wordt rendaku toegepast? | Resultaat    |
| ------------------------ | ------------ | -------------------------------------------------------------------------- | ------------------------ | ------------ |
| 海 + 貝 [umi + kai]      | zeeschelp    | Nee                                                                        | Ja                       | [umi-gai]    |
| 雨 + 瀧 [ame + taki]     | harde regen  | Ja ("d" in [daki]) 瀧 wordt in sommige dialecten met een 'd' uitgesproken. | Nee                      | [ame-taki]   |
| 花 + 里 [hana + sato]    | bloemenveld  | Nee                                                                        | Ja                       | [hana-zato]  |
| 雨 + 空 [ame + zora]     | regenlucht   | Ja ("z" in [zora])                                                         | Nee                      | [ame-zora]   |
| 春 + 月 [haru + tsuki]   | lentemaan    | Nee                                                                        | Ja                       | [haru-zuki]  |
| 手 + 続き [te + tsuzuki] | procedure    | Ja ("dz" in [tsuzuki])                                                     | Nee                      | [te-tsuzuki] |
| 手 + 紙 [te + kami]      | brief        | Nee ("m" is een nasaal, geen obstruent)                                    | Ja                       | [te-gami]    |
| 鼻 + 血 [hana + chi]     | neusbloeding | Ja ("j" in [chi])                                                          | Ja (uitzondering)        | [hana-ji]    |